# Miguel Barriga
Miguel Barriga Parra (Quirihue, 16 de octubre de 1963) es un músico chileno, conocido por ser el fundador de la banda musical Sexual Democracia.

## Biografía
Nacido en la comuna de Quirihue, actual Región de Ñuble, Barriga realizó sus estudios escolares en Chillán y posteriormente se trasladó a Valdivia para estudiar Ingeniería Comercial en la Universidad Austral.
En esa misma ciudad formó el grupo musical Sexual Democracia en 1988. Su primera producción, Los chicos buenos, publicada ese mismo año, logró vender cerca de dos mil copias. Tras ese éxito, se trasladaron a Santiago y firmaron con el sello Alerce, publicando el disco Buscando Chilenos en 1991.
Al año siguiente, Barriga se presentó junto a Sexual Democracia en el Festival Internacional de Viña del Mar.Ese mismo año ganaron el premio Apes a Mejor Banda de Rock y Grupo Revelación.
En 1995, publicó su primer disco fuera de Sexual Democracia, Canciones pícaras para los asados, junto a Marco Fernández. En 2001, Barriga publicó su primer disco solista, Humor Sureño.
En 2013 puso la voz al personaje del profesor Dimitri en la serie animada chilena Los Próceres más posers, transmitida por TVN en 2016.
Tras la publicación del disco Blip 15 (2021), en 2024 Barriga anunció que ese sería el último disco de Sexual Democracia.

## Candidaturas políticas
En 2021, Barriga se postuló a concejal por la comuna de Ñuñoa en Santiago, en cupo PS, donde no resultó electo. Dos años más tarde fue candidato independiente en cupo PPD al Consejo Constitucional por la región de los Ríos, donde tampooco resultó electo.

## Reconocimientos
En 2015 recibió el Premio Regional de Arte de la Región de Los Ríos y en enero de 2024, en el marco del aniversario 275 de Quirihue, el concejo municipal de la comuna liderada por el alcalde Richard Irribarra, nombró a un pasaje de la ciudad con su nombre. 